# Maître aux gros nez
Le Maître aux gros nez est un sculpteur du XVIe siècle, actif à Fribourg (Suisse) entre 1503 et 1508. Les sculptures de son atelier présentent des nez proéminents, spécificité à laquelle le maître anonyme doit son appellation. Son style est caractéristique de la sculpture du gothique tardif. 

## La sculpture à Fribourg auXVIesiècle
Vers 1500, la ville de Fribourg devint un centre régional de production de sculptures. Plusieurs sculpteurs s’installèrent dans ce bourg de la Sarine et créèrent en quelques décennies un grand nombre de sculptures de qualité considérable. D’un point de vue formel et technique, ils prirent pour modèles les plus grands maîtres européens de leur période : Tilman Riemenschneider à Würzburg, Michel Erhart et Niklaus Weckmann à Ulm, Jörg Lederer à Kaufbeuren ou les successeurs de Niclaus Gerhaert à Strasbourg. Les sculpteurs actifs à Fribourg livrèrent surtout les alentours proches. Ils travaillèrent néanmoins aussi pour Berne, Soleure ou Zurich et exportèrent occasionnellement leurs œuvres jusqu’en France ou en Italie.

## Les ateliers
Les sculpteurs du Moyen Âge travaillaient en atelier. Aux côtés du maître se trouvaient un ou deux compagnons formés ainsi qu’un apprenti actif. Nous pouvons souvent attribuer les sculptures à un atelier précis grâce aux sources écrites, mais aussi aux critères stylistiques et techniques. À Fribourg, au XVIe siècle, on connaît cinq ateliers importants dirigés par : le Maître aux gros nez (1503-1508), Hans Roditzer (1504-1521), Martin Gramp (1508-1524), Hans Geiler (1513-1534) et Hans Gieng (1524-1562). 
Les sculpteurs du Moyen Âge créaient généralement leurs œuvres sur commande. Les commanditaires – riches bourgeois, hauts clercs, corporations, paroisses ou la ville elle-même – avaient une grande influence sur la forme et le contenu de l’œuvre : ils décidaient de la taille, choisissaient le matériau et définissaient ce qui devait être représenté. 
La production de sculptures médiévales et de retables était réglée par un contrat, occasionnellement accompagné d’un projet dessiné, en allemand « Riss » . Pour les sculptures indépendantes ou les reliefs, le sculpteur prenait pour modèle des gravures ou des compositions connues, développées au sein de l’atelier. Les sculptures terminées étaient en général entièrement polychromées. Le peintre complétait le travail du sculpteur avec de nombreux détails.
Dans les villes moyennes, tel Fribourg, les sculpteurs ne se limitaient pas à la production de sculptures proprement dites. Ils équipaient les bâtiments significatifs de lambris et plafonds en bois, produisaient des meubles de luxe et fournissaient des modèles pour des plaques de poêles en fonte ou en catelles, ainsi que parfois pour des sculptures en bronze. Ils réalisaient même de simples modèles d’arquebuses ou de briques, des réparations de sculptures, ou encore de très modestes rapiècements.

## Biographie
Le Maître aux gros nez nous reste très mystérieux. On a voulu l’identifier à Martin Gramp, mais les chercheurs pensent aujourd’hui qu’il s’agirait du « Bildhauer Hans », sculpteur Hans, mentionné entre 1503 et 1508 dans les archives de la ville.  Il semblerait que la ville paya son loyer à l’hôpital de 1504 à 1508. Les villes médiévales offraient ce genre de décharge financière aux artisans populaires qu’elles voulaient garder. Ce qui faisait de l’artisan favorisé un employé semi-officiel de la ville. Aucun autre sculpteur du nom de Hans n’est mentionné dans les sources jusqu’à Hans Geiler en 1515.

## Style
Les sculptures de son atelier se distinguent par un style extraordinairement original. Elles sont très vivantes, d’une corporalité naturelle et débordent d’assurance. Ces sculptures ont une certaine corpulence, elles sont comme étirées en largeur et ne suivent pas les principes anatomiques en vigueur. Malgré un style très reconnaissable, l’atelier du Maître aux gros nez produisait des sculptures très différenciées, chaque figure présentant une nouvelle composition. Chaque pièce était unique. Cela lui est particulier, car les autres ateliers de Fribourg avaient pour habitude de travailler à partir de formules qu’ils reproduisaient, réutilisaient, ré-agençaient.
Les visages des sculptures de cet atelier sont marqués par des nez volumineux pour les figures masculines, mais aux trous étonnamment petits. Les yeux ne sont taillés que de manière rudimentaire, le sculpteur semble compter ici sur l’apport du peintre. Les pupilles sont globuleuses, leur moitié supérieure est recouverte d’une paupière semi-circulaire. La bouche aux lèvres prégnantes surmonte un menton très rond et proéminent. Les visages rondelets des femmes aux joues lisses et charnues, au front vigoureux et arrondi se différencient de ceux des hommes au modelé plastique : profondes rides sous les yeux, autour du nez et de la bouche, sourcils fuyants, pommettes proéminentes, joues tombantes, cheveux et barbes aux somptueuses boucles.

## Technique
Les œuvres de l’atelier du Maître aux gros nez sont très variées. On peut néanmoins dégager une identité technique. Un des points communs des sculptures est qu’elles furent produites, autant que possible, à partir d’un seul bloc. Des ajouts étaient fixés uniquement en cas de nécessité. On dégageait le dos de la sculpture, taillant un évidemment jusqu’au niveau des épaules, à l’aide de grands outils, suivant en gros la forme extérieure de la sculpture. Une large épaisseur de bois était laissée, évitant ainsi que les outils le traversent.

## La place de l’atelier du Maître aux gros nez dans l’histoire de l’art
La caractéristique principale des œuvres de l‘atelier du Maître aux gros nez est son intérêt marqué pour l’individualité des personnages représentés et sa réalisation de figures peu réalistes. On retrouve ces caractéristiques dans les sculptures strasbourgeoises des successeurs de Nicolas de Leyde. Alors que les œuvres du maître étaient empreintes d’un naturalisme poussé, ses élèves se focalisèrent surtout sur les caractéristiques individuelles. On pense ici tout particulièrement aux œuvres antérieures de Nicolas de Haguenau, au style très semblable.

## Œuvres de l’atelier du Maître aux gros nez
Une vingtaine d'œuvres exécutées entre 1503 et 1507 sont attribuées à son atelier, parmi lesquelles :
- Christ de l’ascension de l’église Saint-Nicolas de Fribourg, 1503, Musée d’art et d’histoire Fribourg (MAHF 2448)
- Sainte Barbe, vers 1505 (MAHF)
- Retable de l’autel de saint Antoine de la corporation des Bouchers de l’église Saint-Nicolas de Fribourg : Saint Léonard, saint Wendelin, Christ, Vierge et saint Jean-Baptiste, 1504-1505, Musée d’art et d’histoire Fribourg (MAHF 2459, 2460, 7599, 8330, 8331)
- Ange aux armes Python de la rue Neuveville à Fribourg, 1507, Musée d’art et d’histoire Fribourg (D 2006-637)
- Vierge à l’enfant, vers 1505, chapelle de Notre-Dame des Marches, Broc